# Alexanderplatz
Alexanderplatz (nemško: [alɛkˈsandɐˌplats] ()) Aleksandrov trg) je velik javni trg in prometno središče v osrednjem okrožju Mitte v Berlinu. Trg je poimenovan po ruskem carju Aleksandru I., kar označuje tudi večjo sosesko, ki se razteza od Mollstraße na severovzhodu do Spandauer Straße in Rotes Rathaus na jugozahodu.
Alexanderplatz je domnevno najbolj obiskano območje Berlina, ki je premagal Friedrichstrasse in City West. Je priljubljena izhodiščna točka za turiste, s številnimi znamenitostmi, vključno s Fernsehturm (Berlinski TV stolp), Nikolajevo četrtjo in Rotes Rathaus (Rdeča mestna hiša), ki so v bližini. Alexanderplatz je še vedno eno glavnih komercialnih območij Berlina, kjer so različna nakupovalna središča, veleblagovnice in druge velike maloprodajne lokacije.

## Zgodovina

### Zgodnja zgodovina do 18. stoletja
Na mestu današnjega Alexanderplatza je že od 13. stoletja stala bolnišnica. Bolnišnica, imenovana Heiliger Georg (sv. Jurij), je dobila ime po bližnjih Georgentor (Jurjevih vratih) berlinskega mestnega obzidja. Zunaj mestnega obzidja je bilo to območje večinoma nerazvito vse do okoli leta 1400, ko so prvi naseljenci začeli graditi slamnate koče. Ker so bile v bližini vislice, je območje dobilo vzdevek Teufels Lustgarten ('Vrt hudičevih užitkov').
Georgentor (Jurijeva vrata) so postala najpomembnejša berlinska mestna vrata v 16. stoletju, saj so bila glavna vstopna točka za blago, ki je prihajalo po cestah proti severu in severovzhodu mesta, na primer iz Oderberga, Prenzlaua in Bernaua, ter velikih Hanzeatskih mest ob Baltskem morju.
Po tridesetletni vojni so utrdili mestno obzidje. Od leta 1658 do 1683 je bila po načrtih linškega gradbenega mojstra Johanna Gregorja Memhardta zgrajena mestna trdnjava. Nova trdnjava je vsebovala 13 bastijonov, povezanih z obzidjem, pred njo pa je bil jarek, širok do 50 metrov. Znotraj nove trdnjave so bila številna vrata zgodovinskega mestnega obzidja zaprta. Na primer, jugovzhodna vrata Stralauer so bila zaprta, a Jurijeva vrata so ostala odprta, zaradi česar so bila ta vrata še pomembnejši vhod v mesto.
Leta 1681 je bila v mestu prepovedana trgovina s pitanjem goveda in prašičev. Friderik Viljem, veliki volilni knez, je podelil cenejša zemljišča, brez osnovne obrestne mere, na območju pred Jurijevimi vrati. Naselja so hitro rasla in na trgu pred Vrati je bil organiziran tedenski živinski trg.
Območje se je razvilo v predmestje – Georgenvorstadt – ki je še naprej cvetelo v poznem 17. stoletju. Za razliko od jugozahodnih predmestij (Friedrichstadt, Dorotheenstadt), ki so bila strogo in geometrično načrtovana, so se predmestja na severovzhodu (Georgenvorstadt, Spandauervorstadt in Stralauer Vorstadt) širila brez načrta. Kljub prepovedi gradnje, ki je bila uvedena leta 1691, je do leta 1700 na tem območju obstajalo več kot 600 hiš.
Takrat so bila Jurjeva vrata pravokotna vratarnica s stolpom. Ob stolpu je stal preostali stolp iz prvotnega srednjeveškega obzidja. Zgornja nadstropja vratarnice so služila kot mestna ječa. Preko jarka je bil dvižni most, vrata pa je garnizija ob mraku zaklenila s težkimi hrastovimi deskami.
Skozi živinski trg je proti severovzhodu proti Bernauu potekala cesta. Desno je stala Jurijeva kapela, sirotišnica in bolnišnica, ki jo je leta 1672 podarila kneginja Sofija Doroteja. Ob kapeli je stala dotrajana srednjeveška kužna hiša, ki so jo podrli leta 1716. Za njo je bila strelska njiva in gostilna, pozneje imenovan Stelzenkrug.
Do konca 17. stoletja je na tem območju živelo od 600 do 700 družin. Med njimi so bili mesarji, živinorejci, pastirji in pridelovalci mleka. Jurijevo kapelo so nadgradili v Jurijevo cerkev in je dobila svojega pridigarja.

### Königs Thor Platz (1701–1805)
Po kronanju v Königsbergu 6. maja 1701 je pruski kralj Friderik I. vstopil v Berlin skozi Jurijeva vrata. Zaradi tega so se vrata preimenovala v Kraljeva vrata, okolica pa je v uradnih dokumentih postala znana kot Königs Thor Platz (Trg Kraljevih vrat). Predmestje Georgenvorstadt se je preimenovalo v Königsvorstadt (ali kratko »kraljevo predmestje«).
Leta 1734 je bil berlinski carinski zid, ki je bil sprva sestavljen iz obroča palisadnih ograj, okrepljen in podaljšan, da je zajel staro mesto in njegova predmestja, vključno s Königsvorstadtom. Zaradi tega so Kraljeva vrata izgubila pomen kot vstopna točka za blago v mesto. Vrata so bila dokončno porušena leta 1746.
Do konca 18. stoletja je bila razvita osnovna struktura predmestja Königsvorstadt. Sestavljeno je bilo iz stavbnih blokov nepravilnih oblik, ki so potekali vzdolž zgodovinskih cest, ki so nekoč prevažale blago v različne smeri iz vrat. Takrat so bile na tem območju velike tovarne (svila in volna), kot sta Kurprinz (ena prvih berlinskih tovarn blaga, ki je bila v nekdanjem skednju) in leta 1758 ustanovljena delavnica za berače in brezdomce, kjer so zaporniki delali na tekalni stezi na človeški pogon za obračanje mlina.
Kmalu so vojaški objekti začeli prevladovati na tem območju, na primer vojaške parade v letih 1799–1800, ki jih je zasnoval David Gilly. V tem času so bili prebivalci Platza večinoma obrtniki, malomeščani, upokojeni vojaki in delavci v proizvodnji. Južni del poznejšega Alexanderplatza je bil z drevesi ločen od prometa in je služil kot paradni prostor, medtem ko je severna polovica ostala tržnica. Od sredine 18. stoletja je bila najpomembnejša tržnica volne v Nemčiji na Alexanderplatzu.
Med letoma 1752 in 1755 je v hiši na Alexanderplatzu živel pisatelj Gotthold Ephraim Lessing. Leta 1771 je bil čez jarek zgrajen nov kamnit most (Königsbrücke), leta 1777 pa je arhitekt Carl von Gontard zgradil s stebriščem obdano vrsto trgovin (Königskolonnaden). Med letoma 1783 in 1784 je okoli trga Georg Christian Unger postavil sedem trinadstropnih stavb, med njimi znamenito Gasthof zum Hirschen, kjer je kot stalni najemnik živel Karl Friedrich Schinkel in v dneh pred samomorom Heinrich von Kleist.

### Alexanderplatz (1805–1900)
25. oktobra 1805 so ruskega carja Aleksandra I. sprejeli v mestu na paradnem prostoru pred starimi Kraljevimi vrati. Ob tej priložnosti je 2. novembra kralj Friderik Viljem III. ukazal, da se trg preimenuje v Alexanderplatz:
Njegovo kraljevo veličanstvo s pomočjo vrhovnega kabineta 2. tega meseca odredi, naj tisti v Königs-Vorstadt Sandgasse prevzamejo ime Kaiserstrasse, trg pred delavnico v novo zasnovanem predmestju pa se poimenuje Alexander-Platz, se s tem obvešča javnost za novice in pozornost.— Royal Prussian Police Directorate
Na jugovzhodu trga je Carl Theodor Ottmer preuredil stavbe tovarne blaga v gledališče Königstädter po ceni 120.000 talerjev. Temeljni kamen je bil položen 31. avgusta 1823, otvoritvena slovesnost pa je bila 4. avgusta 1824. Prodaja je bila slaba, zaradi česar so morali gledališče zapreti 3. junija 1851. Kasneje so stavbo uporabljali za skladišče volne, nato kot najemniško stavbo in nazadnje kot gostilna z imenom Aschinger do porušitve stavbe leta 1932.
V teh letih je bil Alexanderplatz naseljen z ribami, nosilci vode, prodajalci peska, moškimi s krpami in kostmi, brusilci nožev in dnevnimi delavci.
Zaradi njegovega pomena kot prometnega središča so leta 1847 avtobusi s konjsko vprego vozili vsakih 15 minut med Alexanderplatzom in Potsdamer Platzom.
Med marčno revolucijo leta 1848 so na ulicah Alexanderplatza potekali obsežni ulični spopadi, kjer so revolucionarji z barikadami blokirali pot od Alexanderplatza do mesta.
Romanopisec in pesnik Theodor Fontane, ki je delal v bližnji lekarni, je sodeloval pri gradnji barikad in kasneje opisal, kako je uporabil materiale iz gledališča Königstädter, da bi zabarikadiral Neue Königstraße.
Königsstadt je v 19. stoletju še naprej rasel, s trinadstropnimi stavbami, ki so obstajale že na začetku stoletja, četrta nadstropja pa so bila zgrajena od sredine stoletja. Ob koncu stoletja je bila večina stavb visokih pet nadstropij. Velike tovarne in vojaški objekti so se umaknili stanovanjskim stavbam (predvsem najemniška stanovanja za tovarniške delavce, ki so se pravkar preselili v mesto) in trgovskim hišam.
V začetku 1870-ih je berlinska uprava dala zasuti nekdanji jarek za izgradnjo berlinske mestne železnice, ki je bila odprta leta 1882 skupaj z Bahnhof Alexanderplatz ('železniška postaja Alexanderplatz').
V letih 1883–1884 je bil zgrajen Grand hotel, neorenesančna stavba s 185 sobami in trgovinami pod njo. Od leta 1886 do 1890 je Hermann Blankenstein zgradil policijsko poveljstvo, ogromno zidano stavbo, katere stolp na severnem vogalu je dominiral nad stavbo. Leta 1890 je bilo na Alexanderplatzu ustanovljeno tudi okrožno sodišče.
Leta 1886 so lokalne oblasti zahodno od železniških tirov zgradile osrednjo tržnico, ki je leta 1896 nadomestila tedensko tržnico na Alexanderplatzu. Konec 19. stoletja so na severnem delu prevladovali nastajajoči zasebni promet in prve linije konjskih avtobusov, južni del trga (nekdanji paradni prostor) je ostal miren, saj mu je leta 1889 direktor vrta Hermann Mächtig dodal zelene elemente. Severozahodno od trga je bila druga, manjša zelena površina, kjer so leta 1895 postavili 7,5-metrski bakreni kip Berolina (personifikacija Berlina), kiparja Emila Hundrieserja.

### Med cesarstvom in nacizmom (1900–1940)
V začetku 20. stoletja je Alexanderplatz doživel svoj razcvet. Leta 1901 je Ernst von Wolzogen ustanovil prvi nemški kabaret Überbrettl v nekdanji Sezessionsbühne ('secesijski oder') na Alexanderstraße 40, sprva pod imenom Bunte Brettl. Napovedan je bil kot »Kabaret kot vrhunska zabava z umetniškimi ambicijami. Cesarju zvest in tržno naravnan je v ospredju nekritična zabava.«
Trgovci Hermann Tietz, Georg Wertheim in Hahn so na Alexanderplatzu odprli velike veleblagovnice: Tietz (1904–1911), Wertheim (1910–1911) in Hahn (1911). Tietz se je tržil kot veleblagovnica za ljudi v Berlinu, medtem ko se je Wertheim oblikoval kot veleblagovnica za svet.
Oktobra 1905 je bil prvi del veleblagovnice Tietz odprt za javnost. Zasnovala sta jo arhitekta Wilhelm Albert Cremer in Richard Wolffenstein, ki sta že osvojila drugo nagrado na natečaju za gradnjo stavbe Reichstaga. Veleblagovnica Tietz je bila podvržena nadaljnjim fazam gradnje in leta 1911 je imela poslovni prostor v velikosti 7300 kvadratnih metrov in najdaljšo fasado veleblagovnice na svetu z dolžino 250 metrov.
Za gradnjo veleblagovnice Wertheim, ki sta jo zgradila arhitekta Heinrich Joseph Kayser in Karl von Großheim, so Königskolonnaden leta 1910 odstranili in zdaj stojijo v parku Heinricha von Kleista v Schönebergu.
Oktobra 1908 so poleg Bunte Brettl na Alexanderstraße 41 odprli Haus des Lehrers ('hiša učiteljev'). Zasnovala sta jo Hans Toebelmann in Henry Gross. Stavba je pripadala Berliner Lehrererverein (združenje učiteljev), ki je dalo prostor v pritličju stavbe v najem za slaščičarno in restavracijo, da bi zbralo sredstva za združenje. V stavbi je bila učiteljska knjižnica, ki je preživela dve svetovni vojni, danes pa je vključena v knjižnico za izobraževalne zgodovinske raziskave. V zadnjem delu posesti je bila društvena upravna stavba, hotel za člane in razstavišče. Pomembni dogodki, ki so potekali v dvorani, vključujejo pogrebne slovesnosti za Karla Liebknechta in Roso Luxemburg 2. februarja 1919 in 4. decembra 1920 Vereinigungsparteitag (kongres stranke združevanja) komunistične partije in USPD.
Prvi redni kongres Komunistične delavske partije Nemčije je potekal v bližnji restavraciji Zum Prälaten od 1. do 4. avgusta 1920.
Položaj Alexanderplatza kot glavnega transportnega in prometnega središča je še naprej spodbujal njegov razvoj. Poleg treh linij podzemne železnice U-Bahn so po lokih viadukta Platz vozili vlaki na dolge razdalje in vlaki S-Bahn. Omnibusi, od leta 1877 konjska vprega, po letu 1898 pa tudi tramvaji na električni pogon, so v obliki zvezde vozili z Alexanderplatza v vse smeri. Podzemno postajo je zasnoval Alfred Grenander in je sledila barvno kodiranemu vrstnemu redu postaj podzemne železnice, ki se je začel z zeleno na Leipziger Platzu in je potekal do temno rdeče.
V zlatih 1920-ih je bil Alexanderplatz utelešenje živahnega, utripajočega kozmopolitskega mesta Berlin, ki mu je v mestu tekmoval le Potsdamer Platz. Številne stavbe in železniški mostovi, ki obdajajo trg, so nosili velike panoje, ki so osvetljevali noč. Berlinsko cigaretno podjetje Manoli je imelo takrat znameniti reklamni pano, na katerem je bil obroč neonskih cevi, ki je nenehno krožil okoli črne krogle. Pregovorni Berliner Tempo tistih let je bil označen kot totalni manoli. Pisatelj Kurt Tucholsky je napisal pesem, ki se nanaša na oglas, skladatelj Rudolf Nelson pa je posnel legendarni Revue Total manoli s plesalko Lucie Berber. Pisatelj Alfred Döblin je po trgu poimenoval svoj roman Berlin Alexanderplatz, Walter Ruttmann pa je na Alexanderplatzu posnel dele svojega filma iz leta 1927 Berlin: Die Sinfonie der Großstadt (Berlin: Simfonija velikega mesta).

### Uničenje Alexanderplatza (1940–1945)
Pod Alexanderplatzom je bilo eno največjih berlinskih zaklonišč pred zračnimi napadi med drugo svetovno vojno. Med letoma 1941 in 1943 ga je za Deutsche Reichsbahn zgradil Philipp Holzmann.
Vojna je dosegla Alexanderplatz v začetku aprila 1945. Kip Berolina je bil odstranjen že leta 1944 in verjetno pretopljen za uporabo v proizvodnji orožja. Med bitko za Berlin je topništvo Rdeče armade obstreljevalo območje okoli Alexanderplatza. Bitke v zadnjih dneh vojne so uničile znatne dele zgodovinskega Königsstadta, pa tudi številne stavbe okoli Alexanderplatza.
Wehrmacht se je zasidral v predorih podzemnega sistema. Nekaj ur pred koncem spopadov v Berlinu 2. maja 1945 so enote SS detonirale eksploziv v predoru S-Bahn v smeri sever-jug pod kanalom Landwehr, da bi upočasnile napredovanje Rdeče armade proti središču Berlina. Poplavljen je bil celoten predor, pa tudi veliki deli omrežja U-Bahn prek povezovalnih prehodov na podzemni postaji Friedrichstraße. Veliko tistih, ki so iskali zatočišče v predorih, je bilo ubitih. Od takratnih 63,3 km predora podzemne železnice je bilo približno 19,8 km poplavljenih z več kot milijonom kubičnih metrov vode.

### Rušenje in obnova (1945–1964)
Pred načrtovano rekonstrukcijo celotnega Alexanderplatza je bilo treba porušiti in očistiti vse vojne ruševine. Znotraj porušenega območja se je pojavila priljubljena črna borza, ki jo je policija vdrla večkrat na dan.
Ena stavba, porušena po drugi svetovni vojni, je bila Rote Burg, zgradba iz rdeče opeke z okroglimi loki, ki so jo prej uporabljali kot sedež policije in gestapa. Ogromen gradbeni projekt se je začel leta 1886 in je bil dokončan leta 1890; bila je ena največjih stavb v Berlinu. Grad je med leti 1944-45 utrpel veliko škodo in je bil leta 1957 porušen. Lokacija na jugozahodnem vogalu Alexanderplatza je ostala večinoma neuporabljena kot parkirišče, dokler se leta 2007 ni odprlo nakupovalno središče Alexa.
Načrtovanje obnove povojnega Berlina je dalo prednost namenskemu prostoru za sprejem hitro rastočega motornega prometa v mestnih vpadnicah. Ta zamisel o prometno usmerjenem mestu je temeljila že na razmišljanjih in načrtih Ludwiga Hilberseimerja in Le Corbusiera iz 1930-ih.

### Vzhodna Nemčija
Alexanderplatz je bil v svoji zgodovini večkrat prezidan, nazadnje v 1960-ih, ko je bil spremenjen v cono za pešce in povečan kot del prenove mestnega središča Nemške demokratične republike. Obdaja ga več pomembnih stavb, vključno s Fernsehturmom (Berlinski TV stolp).
Med mirno revolucijo leta 1989 so bile na trgu Alexanderplatz 4. novembra 1989 največje demonstracije v zgodovini Nemške demokratične republike. Protesti so se začeli 15. oktobra in dosegli vrhunec 4. novembra z okoli 200.000 udeleženci, ki so pozvali vlado vladajoče Socialistične enotne stranke Nemčije, naj odstopi, ter zahtevali svoboden tisk, odprtje meja in njihovo pravico do potovanja. Govorci so bili Christa Wolf, Stefan Heym, Friedrich Schorlemmer, Heiner Müller, Lothar Bisky, Christoph Hein in Steffie Spira. Protesti so se nadaljevali in kulminirali z nepričakovanim padcem berlinskega zidu 9. novembra 1989.

### Po združitvi Nemčije (1989)
Alexanderplatz se je vse od ponovne združitve Nemčije postopoma spreminjal s prenovo številnih okoliških stavb. Po političnem preobratu ob padcu berlinskega zidu socialistična urbanistična ureditev in arhitektura 1970-ih nista več ustrezala aktualnim predstavam o mestnem trgu. Investitorji so zahtevali načrtovalsko varnost za svoje gradbene projekte. Po začetnih razpravah z javnostjo se je hitro pojavil cilj, da se ponovno vzpostavi tramvajsko omrežje Alexanderplatza za boljše povezave z okoliškimi mestnimi četrtmi. Leta 1993 je potekal natečaj urbanističnih idej za arhitekte za preoblikovanje trga in njegove okolice.
V prvi fazi je prispelo 16 prijav, pet jih je bilo izbranih v drugo fazo natečaja. Teh pet arhitektov je moralo svoje načrte prilagoditi podrobnim zahtevam. Načrtovana je bila na primer vrnitev Alexovih tramvajev, izvedba pa naj bi potekala v več fazah.
Zmagovalec, ki je bil določen 17. septembra 1993, je bil berlinski arhitekt Hans Kollhoff. Kollhoffov načrt je temeljil na Behrensovi zasnovi, predvideval je podkvasto območje sedem- do osemnadstropnih stavb in 150 metrov visokih stolpov z 42 nadstropji. Alexanderhaus in Berolinahaus – obe spomeniški stavbi – bi tvorili jugozahodno mejo. Drugo mesto je pripadlo dizajnu Daniela Libeskinda in Bernda Faskela. Tretje mesto je na koncu osvojil predlog arhitekturnega biroja Kny & Weber, ki se je močno naslanjal na Wagnerjevo podkvasto obliko. Kollhoffov dizajn je 7. junija 1994 izbral berlinski senat kot osnovo za nadaljnjo preobrazbo Alexanderplatza.
Leta 1993 je bil objavljen glavni načrt arhitekta Hansa Kollhoffa za večjo prenovo, vključno z gradnjo več nebotičnikov.
Leta 1995 je Landesbank Berlin zaključila prenovo Alexanderhausa. Leta 1998 se je na Alexanderplatz vrnil prvi tramvaj, leta 1999 pa so lastniki zemljišč in investitorji podpisali urbanistične pogodbe za izvedbo Kollhoffovih in Timmermannovih načrtov.

### 21. stoletje
2. aprila 2000 je senat končno potrdil razvojni načrt za Alexanderplatz. Kupoprodajne pogodbe med investitorji in Senatnim oddelkom za urbanizem so bile podpisane 23. maja 2002 in s tem postavile temelje za razvoj.
Multipleks kino CUBIX (CineStar Cubix am Alexanderplatz, v slogu CUBIX[15]), ki je bil odprt novembra 2000, se je ekipi kinematografov Berlinskega mednarodnega filmskega festivala pridružil leta 2007, festival pa predvaja filme na treh svojih platnih.
Prenova veleblagovnice Centrum se je začela graditi leta 2004, vodila sta jo berlinski profesor arhitekture Josef Paul Kleihues in njegov sin Jan Kleihues. Stavba je bila povečana za približno 25 metrov in od takrat deluje pod imenom Galeria Kaufhof.
Začenši z rekonstrukcijo veleblagovnice Kaufhof leta 2004 in največje podzemne železniške postaje v Berlinu, so nekatere stavbe preoblikovali in zgradili nove strukture na jugovzhodni strani trga. Pločnike so razširili, da bi skrčili eno od avenij, zgradili so novo podzemno garažo in odstranili predore, namenjene preprečevanju pešcev z ulic. Med letoma 2005 in 2006 je bila Berolinahaus prenovljena in je kasneje postala podružnica verige oblačil C&A.
Leta 2005 je Berliner Verkehrsbetriebe začel delati za razširitev tramvajske proge od Prenzlauer Allee do Alexanderplatza (Alex II). Ta pot naj bi bila prvotno odprta leta 2000, a je bila večkrat preložena. Po nadaljnjih zamudah, ki jih je povzročilo svetovno prvenstvo v nogometu 2006, so pot odprli 30. maja 2007.
Prenova Alexanderplatz U-Bahnhof, največje berlinske podzemne postaje, je potekala od sredine 1990-ih in je bila končno zaključena oktobra 2008.
Platz je dobil pločnik iz rumenega granita, obrobljen s sivimi mozaičnimi tlaki okoli stavb. Podjetje Wall AG je posodobilo podzemna stranišča iz dvajsetih let 20. stoletja po ceni 750.000 evrov. Celoten strošek prenove je znašal približno 8,7 milijona evrov.
12. septembra 2007 se je odprl nakupovalni center Alexa. Stoji v neposredni bližini trga, na mestu stare berlinske policijske uprave. S 56.200 m² prodajne površine je eno največjih nakupovalnih središč v Berlinu.
Maja 2007 je teksaško podjetje za razvoj nepremičnin Hines začelo graditi šestnadstropno poslovno stavbo z imenom die mitte. Stavba je bila zgrajena na zemljišču velikosti 3900 m², ki po Kollhoffovih načrtih zapira trg proti vzhodu in s tem zmanjšuje površino trga. Stavba je bila odprta 25. marca 2009.
V začetku leta 2007 je gradbeno podjetje Wöhr + Bauer zgradilo podzemno garažo s tremi nivoji pod Alexanderstraße, ki je med hotelskim stolpom in stavbo Elektroindustrie, katere izgradnja je stala 25 milijonov evrov in nudi prostor za okoli 700 avtomobilov. Otvoritev je bila 26. novembra 2010. Istočasno je senat zožil Alexanderstraße s skoraj 100 m širine na 58 m širine, s čimer jo je zmanjšal na tri pasove v vsako smer.
Za postajo Alexanderplatz, poleg kina CUBIX v neposredni bližini televizijskega stolpa, je bila med letoma 2012 in 2014 zgrajena 30 metrov visoka stanovanjsko-poslovna stavba Alea 101.
Od leta 2014 je bilo ocenjeno, da zaradi pomanjkanja povpraševanja nebotičnikov, načrtovanih leta 1993, verjetno ne bodo zgradili.
Januarja 2014 je bil napovedan 39-nadstropni stanovanjski stolp, ki ga je zasnoval Frank Gehry, vendar je bil ta projekt leta 2018 ustavljen. Območje Alexanderplatz je največje območje kriminala v Berlinu. Berlinski Allgemeinen Sicherheits- und Ordnungsgesetz (splošni zakoni o varnosti in načrtovanju) je bil Alexanderplatz oktobra 2017 razvrščen kot kriminalitätsbelasteter Ort ('lokacija, onesnažena s kriminalom').

## Strukture
- Svetovna ura
- Berolina
- Vodnjak prijateljstva

Vodnjak prijateljstva (Brunnen der Völkerfreundschaft) je bil postavljen leta 1970 med prenovo Alexanderplatza in slavnostno odprt 7. oktobra. Ustvaril ga je Walter Womacka in njegova skupina umetnikov. Njegov vodni bazen ima premer 23 metrov, visok je 6,20 metra in je zgrajen iz reliefnega bakra, stekla, keramike in emajla. Voda bruha z najvišje točke in nato v spiralah teče navzdol čez 17 školjk, od katerih ima vsaka premer od enega do štirih metrov. Po združitvi Nemčije so jo v celoti prenovili v umetniški delavnici ob rekonstrukciji Galerije Kaufhof.

### Drugo
Alexanderplatz je poleg Hackescher Markta edini obstoječi trg pred enimi od srednjeveških vrat berlinskega mestnega obzidja.

## Galerija slik
- Alexanderplatz, 1908 (od leve proti desni: stavba učiteljskega kluba, policijska uprava, Aschinger)
- Svetovna ura s Fernsehturm v ozadju
- postaja Alexanderplatz
- Projekt Blinkenlights
- Die Mitte nakupovalni center
- Neptunov vodnjak
- Tramvaj na Alexanderplatzu
- TV stolp na Alexanderplatzu
- Ura in hotel Park Inn v ozadju
- Nočni pogled na svetovno uro
- postaja Alexanderplatz in televizijski stolp
- Park Inn z odsevom iz Fernsehturm